# Селевкея на Зевгма
Вижте пояснителната страница за други значения на Селевкия.
Селевкея на Зевгма (на гръцки: Σελεύκεια επί τοῦ Ζεύγματος, Seleukeia epi tou Zeugmatos) е исторически град от елинистическата епоха. Намирал се на горното течение на река Ефрат, днес в Турция,  но положението му не е точно установено.
В Селевкея на Зевгма през 222 пр.н.е. селевкидският цар Антиох III Велики (упр. 222 – 187 пр.н.е.) се жени за Лаодика III.